# Voineasa (gmina w okręgu Vâlcea)
Voineasa – gmina w Rumunii, w okręgu Vâlcea. Obejmuje miejscowości Valea Măceșului, Voineasa i Voineșița. W 2011 roku liczyła 1455 mieszkańców.